# De caza
De caza es un cuento del escritor uruguayo Horacio Quiroga, éste es uno de los cuentos que no habían sido publicados en un libro y fue propio de su carrera como periodista. Todos aquellos cuentos que no se han publicado han sido recopilados y publicados en un solo libro llamado "Cuentos dispersos".

## Argumento
Un día en la mañana se encontraban cazando tres hombres en el monte Palometa, a los que se les llama como Juancito, un Peón (Anselmo) y el narrador referido como “yo”. En este monte la caza hacía falta y la forestación era abundante (“los machetazos abundaban”),estos tres amigos fueron acompañados de cuatro perros en su travesía al bosque.
Fue entonces en la primera noche cuando los tres hombres comenzaron a escuchar el aullido de alerta de un perro, lo cual puso en advertencia a los cazadores, pasando los minutos el aullido del perro comenzó a acercarse a ellos, donde estos comenzaron a asustarse, los aullidos cada vez eran más fuertes y temibles, cada segundo que pasaba se escuchaba más cerca de ellos; El perro ya estaba sobre ellos cuando de repente todo se calmó, el perro dejó de ladrar, como si se hubiese perdido o también pudiendo estar cerca de los cazadores llegando sigilosamente hacia ellos, los cazadores se encontraban asombrados y sin respuesta alguna a lo que estaba sucediendo.
Fue en ese momento cuando Juancito recordó comentarles que en monte habitaban tigres siniestros y que apenas uno de ellos podía quitarles la vida a los perros de una manotada, llegaba el momento de la noche y los cazadores se encontraban sin perros en el monte de “tigres psicólogos”.
Luego de esto Juancito acudió al llamado de los perros. Ningún rastro de ninguno, hasta que un perro contestó con un aullido, cuando este comenzó a acercarse a ellos, Juancito logró ver la muerte de los otros tres perros, pero al que comenzó a acercarse a ellos no lograron verlo nunca más, por lo cual ya los cuatro perros habían muerto.
Sobre las cuatro de la tarde el monte comenzó a oscurecer cuando comenzaron la vuelta hacía el campamento, ubicada sobre el estero del Palometa, a veinte metros de ellos Anselmo logró descubrir una cierva muerta.
Al rato se acostaron a dormir alrededor de la fogata, sabiendo que iba a ser una noche fresca y con los cuatro perros muertos, Juancito quedó de guardia.
Un rato más tarde todos se despertaron al escuchar un aullido a lo lejos, donde entre ellos mismos lograron identificar que era un tigre él quien los había despertado con su fuerte aullido. A medida que el tiempo transcurría los aullidos comenzaban a sentirse más cerca de ellos aún. Cuando se dieron cuenta de que los tigres estaban a su rastro, decidieron bajar la cabeza y no levantarla hasta que se hiciese de día, pero durante una hora estos mugidos continuaron aterrorizando a los cazadores.
Al amanecer ya no se escuchaban más, los hombres se levantaron, Juancito y Anselmo se encontraban con cara aterrada por lo que había sucedido. En ese momento retirándose, vieron a la cierva muerta pero esta vez despedazada y comida por los tigres.
Estos cazadores no habían podido oír a los tigres que sigilosamente se acercaron a ellos en la madrugada y mediante la indecisión de estos, los cazadores estuvieron a salvo, luego de una hora pasada sin ningún ruido, se sonreían mirando y continuaron su aventura en el monte Palometa.

## Tema
LA CAZA.

## Personajes
- Juancito
- Anselmo
- Narrador